# Портрет Ивана Лаврентьевича Поля
«Портрет Ивана Лаврентьевича Поля» — картина Джорджа Доу и его мастерской из Военной галереи Зимнего дворца.
Картина представляет собой погрудный портрет генерал-майора Ивана Лаврентьевича Поля из состава Военной галереи Зимнего дворца.
С начала Отечественной войны 1812 года полковник Поль был шефом Каргопольского драгунского полка, за отличие в сражении под Вязьмой произведён в генерал-майоры, далее он отличился в сражении при Красном. В Заграничных походах 1813—1814 годов отличился в сражениях под Бауценом, Пирной и при Фер-Шампенуазе.
Изображён в генеральском мундире, введённом для кавалерийских генералов 6 апреля 1814 года. Слева на груди звезда ордена Св. Анны 1-й степени; на шее кресты орденов Св. Георгия 3-го класса и Св. Владимира 3-й степени; по борту мундира кресты прусских орденов Красного орла 2-й степени и Пур ле Мерит; справа на груди серебряная медаль «В память Отечественной войны 1812 года» на Андреевской ленте и бронзовая дворянская медаль «В память Отечественной войны 1812 года» на Владимирской ленте. Подпись на раме: И. Л. Поль 1й, Генералъ Маiоръ.
7 августа 1820 года Комитетом Главного штаба по аттестации Поль был включён в список «генералов, заслуживающих быть написанными в галерею» и 6 марта 1824 года император Александр I приказал написать его портрет. Гонорар Доу был выплачен 29 декабря 1824 года и 10 августа 1825 года. Готовый портрет был принят в Эрмитаж 7 сентября 1825 года.
В 1848 году в мастерской Карла Крайя по рисунку И. А. Клюквина с портрета была сделана датированная литография, опубликованная в книге «Император Александр I и его сподвижники» и впоследствии неоднократно репродуцированная.